# Cercocebus
Cercocebus hay khỉ xồm mí mắt trắng là một chi động vật có vú trong Họ Khỉ Cựu Thế giới, bộ Linh trưởng. Chi này được É. Geoffroy miêu tả năm 1812. Loài điển hình của chi này là khỉ xồm bồ hóng (Cercocebus atys).

## Các loài
Chi này hiện tại được công nhận gồm 7 loài:
- Cercocebus atys (Audebert, 1797)
- Cercocebus lunulatus (Temminck, 1853): Trung gian giữa C. atys và C. torquatus.
- Cercocebus torquatus (Kerr, 1792)
- Cercocebus agilis (Milne-Edwards, 1886)
- Cercocebus chrysogaster Lydekker, 1900
- Cercocebus galeritus Peters, 1879
- Cercocebus sanjei Mittermeier, 1986

## Hình ảnh

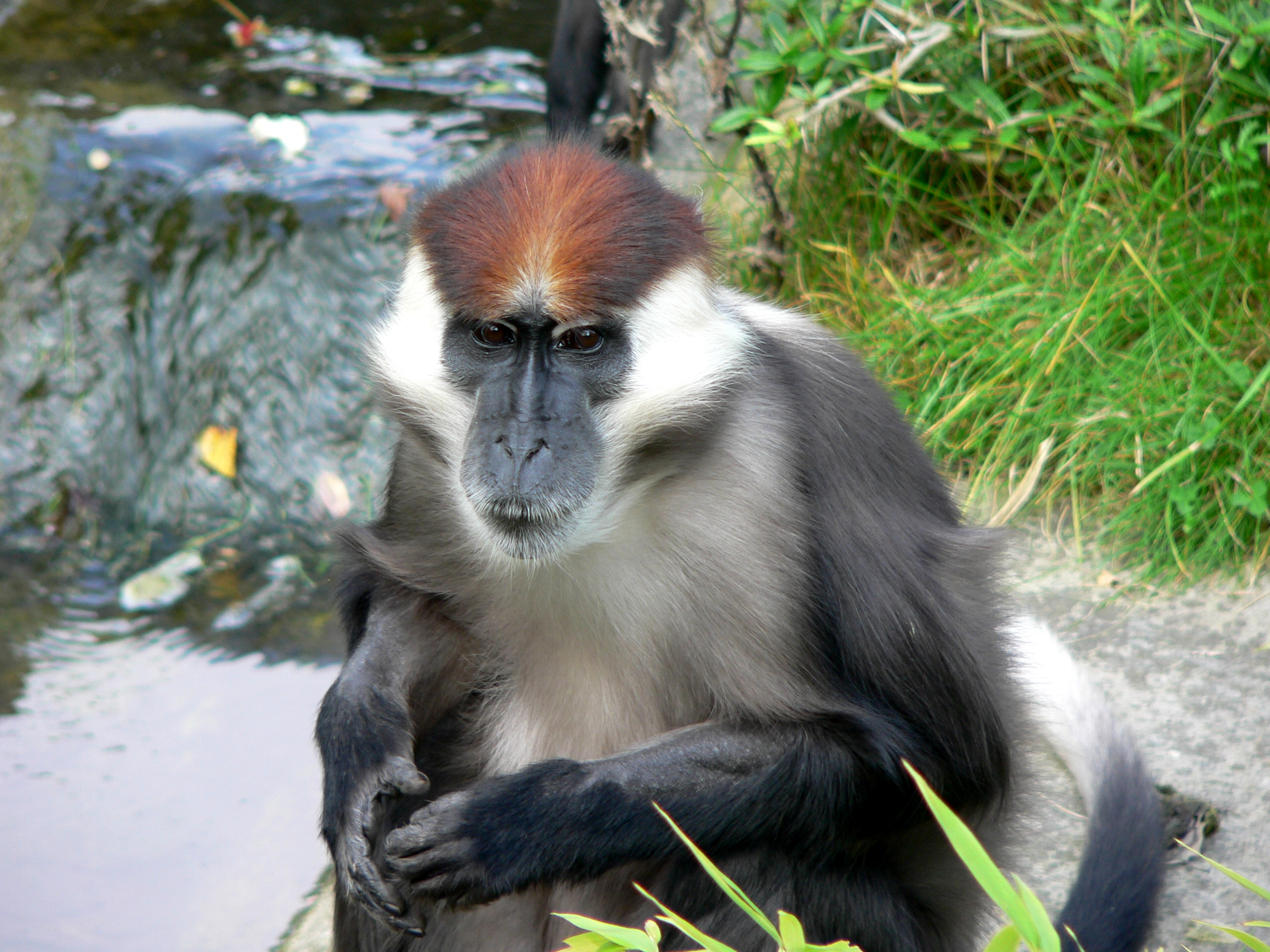
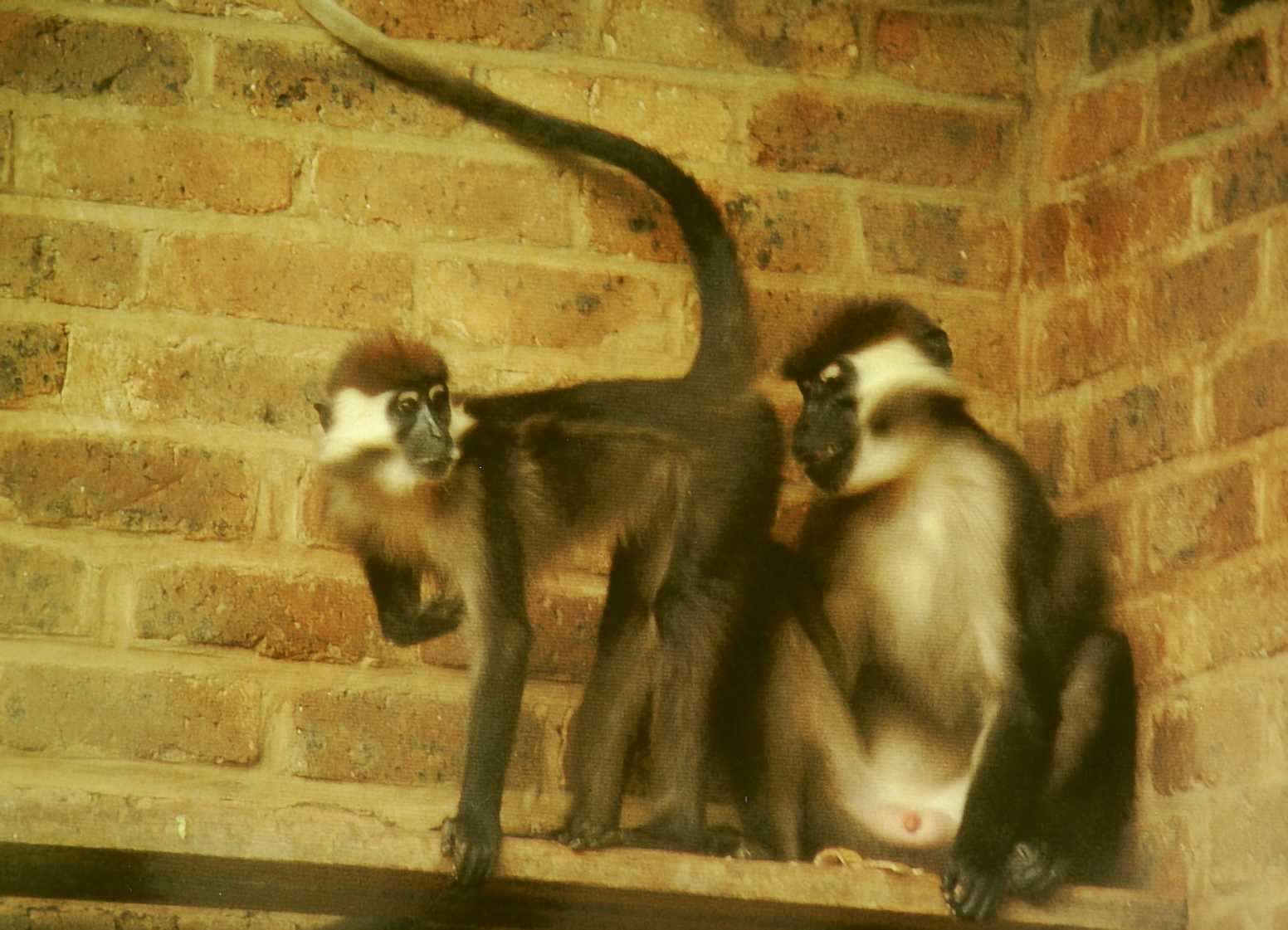
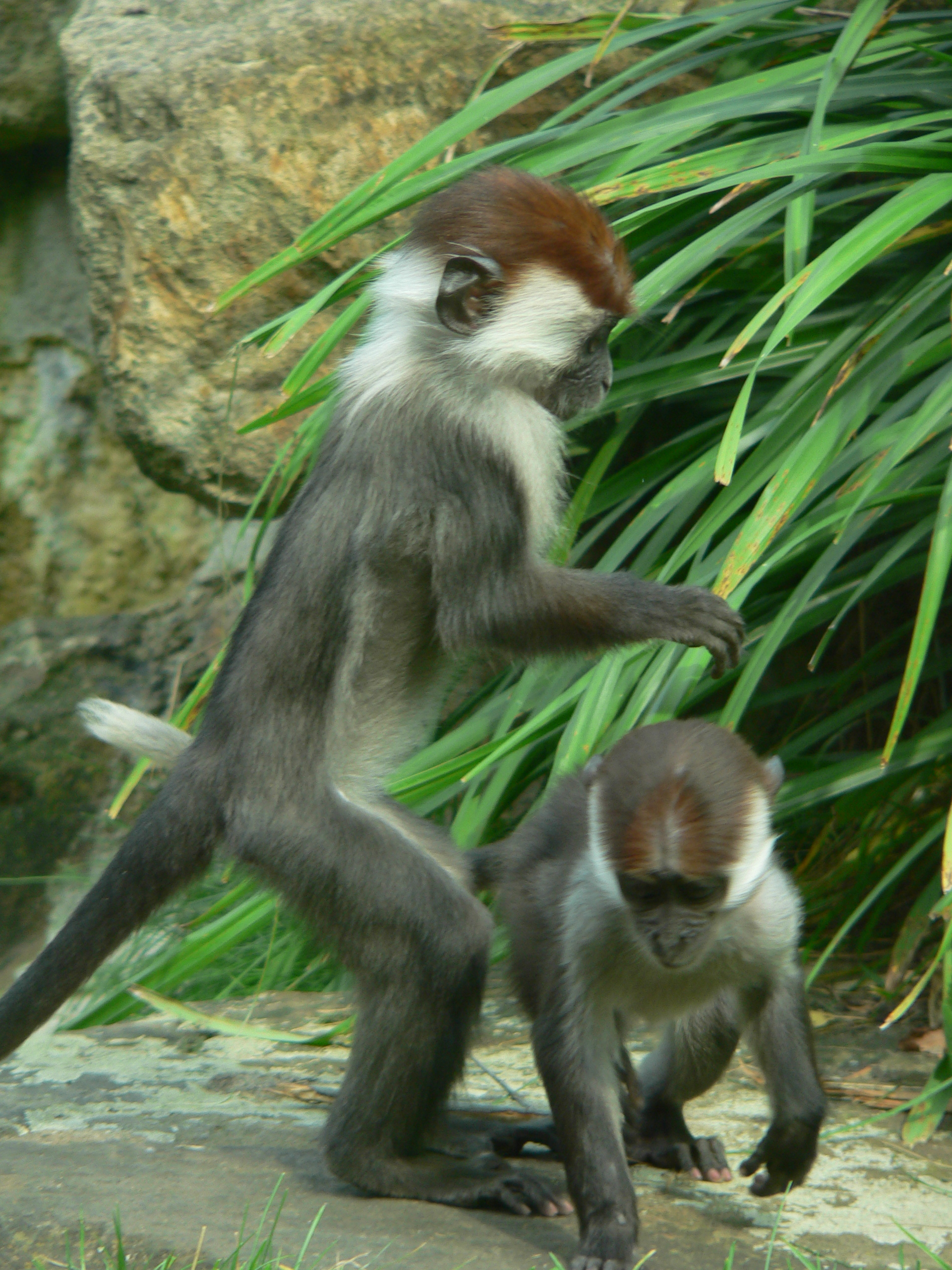